# Cesonia coala
Cesonia coala Platnick & Shadab, 1980 è un ragno appartenente alla famiglia Gnaphosidae.

## Etimologia
Il nome proprio, come specificato dal descrittore stesso degli esemplari, è un'arbitraria combinazione di lettere; anche se è simile alla località di rinvenimento dei paratipi femminili: Coatzacoalcos, nello stato messicano di Veracruz.

## Caratteristiche
L'olotipo maschile rinvenuto ha lunghezza totale è di 2,92mm; la lunghezza del cefalotorace è di 1,36mm e la larghezza è di 0,99mm.

## Distribuzione
La specie è stata reperita nel Messico meridionale: nella località di Ruinas de Palenque, appartenente allo stato del Chiapas.

## Tassonomia
Al 2015 non sono note sottospecie e dal 1980 non sono stati esaminati nuovi esemplari.